# 해리 베어
해리 베어(Harry Baer, 1947년 9월 27일 ~ )는 독일의 배우, 영화배우, 각본가, 영화 프로듀서이다.

## 영화
- 브루마 (2016년)
- 더 팔로메터 (2014년)
- 포스트카드 투 대디 (2010년)
- 프로스트 (1997년)
- 인 더 벨리 오브 더 웨일 (1985년)
- 베슬러 (1985년)
- 로라 (1981년)
- 베를린 알렉산더 광장 (1980년)
- 제3세대 (1979년)
- 히틀러 (1977년)
- 천사들의 그림자 (1976년)
- 폭스와 그의 친구들 (1975년)
- 오늘 밤 (1972년)
- 사계절의 상인 (1972년)
- 화이티 (1971년)
- 왜 R씨는 미쳐 날뛰는가? (1970년)
- 저주의 신들 (1970년)
- 카젤마허 (1969년)